# Наббус, Мухаммад
Мухаммад аль-Набус (محمد النبوس, также известный как «Mo»; 27 февраля 1983 — 19 марта 2011) — ливийский блогер и гражданский журналист из города Бенгази, Ливия. В начале восстания в Ливии в феврале 2011 он основал телеканал «Libya Al-Hurra» («Свободная Ливия»), первую частную станцию телевещания на территории, контролируемой Национальным переходным советом Ливии.

## Биография
Мухаммед Наббус родился в Бенгази в 1983 году, учился в университете Гариюнес, на факультете математических и компьютерных наук. Получил образование по специальности компьютерные и сетевые технологии, стал аспирантом.
Один из родственников Мухаммеда, которому было 17 лет, стал одним из первых погибших во время революционных событий 17 февраля 2011 года в Бенгази.
У Мухаммада была сестра по имени Хана.
Энди Карвин (Andy Carvin), главный стратег NPR по социальным СМИ, назвал Мо «лицом гражданской журналистики Ливии». Мухаммад был основным контактным лицом многих международных СМИ, которые интересовались ситуацией в Ливии. Также Набус являлся основателем независимого ливийского интернет-телеканала — «Ливия аль-Хурра ТВ» (Libya al-Hurra TV), который вещает на Livestream.com.

Новостной онлайн-портал Набуса «Ливия аль-Хурра ТВ» (Libya al-Hurra TV) стал единственным каналом, вещающим из Бенгази после того, как в городе был отключён интернет с началом народного восстания в Ливии в феврале 2011 г. Клеменс Хогс (Clemens Höges), репортер Der Spiegel, назвал Набуса «человеком, который может стать самым важным человеком революции».

## Работа на Ливия аль-Хурра ТВ (Libya Al-Hurra TV)
На протяжении последних нескольких дней и часов свой жизни Набус продолжал делиться своими видео-сводками и комментариями по поводу бомбардировки электростанции города Бенгази, взрыва цистерны с горючим 17 марта, ракетных бомбардировок Бенгази войсками Каддафи из города Султан 18 марта, разрушений гражданских объектов и атак против гражданского населения силовиками Каддафи утром 19 марта, гибели самых молодых жертв атак Каддафи — детей, одному из которых было 4 месяца, а другому 5 лет, которые были убиты ударом ракеты утром 19 марта во время сна.

## Смерть
Как утверждают, снайпер выстрелил Наббусу в голову вскоре после того, как он в своём репортаже опроверг ложные заявления режима Каддафи о прекращении огня. Наббус находился в критическом состоянии, после чего скончался примерно в 15:00 по местному времени. Жена Наббуса объявила о трагической смерти мужа на канале Ливия аль-Хурра (англ. Libya al-Hurra) в прямом эфире.

## Наследие
«Я хочу, чтобы вы все знали, что Мухаммад отдал за это свою жизнь, и давайте не терять надежду, что Ливия станет свободной», — сказала жена Набуса, еле сдерживая слёзы. — «Спасибо всем вам. И давайте не прекращать делать то, что мы делаем, до тех пор, пока всё это не кончится. То, чему он положил начало, должно продолжаться, несмотря ни на что», — добавила она. — «Я призываю всех сделать всё, что в их силах для этого. Пожалуйста, пусть канал продолжает работать, и задействуйте всех уполномоченных, кого вы знаете. Они продолжают бомбардировку, по-прежнему слышны выстрелы, и люди будут продолжать умирать. Не дайте тому, что начал Мо, кануть в небытие. Люди, сделайте так, чтобы оно того стоило!»
Набуса воспринимали как лицо ливийской революции, и он был в числе первых людей, которые дали интервью западным журналистам вскоре после того, как Бенгази был захвачен силами оппозиции. Газета «The Guardian» назвала Набуса «лицом гражданской журналистики» в Ливии. «Я не боюсь умереть, я боюсь проиграть в битве!» — было одним из ранних заявлений Наббуса 19 февраля 2011, после основания канала, — «Вот почему я хочу, чтобы СМИ видели, что происходит.»
2 июня 2011 года, спустя два месяца после гибели Мухаммеда Наббуса у его жены, известной под ником Perditta (настоящее имя не называется), родилась дочь Маяр «Мая» Наббус.